# Еуристен
Еуристен (грч. Εὐρυσθένης) је у грчкој митологији био Аристодемов син, један од Хераклида.

## Митологија
Био је син Аристодема и Аргије и имао брата близанца Прокна. Након победе Хераклида, када су освојили Пелопонез, бацали су коцку како би се одредило којим делом ће владати. Креспонт је тако добио Месенију, а близанци Спарту. Његов брат и он су били љути непријатељи, али су се ипак договорили да установе две краљевске породице и на тај начин је објашњено зашто су Спартом владала два краља, чак и у историјско доба. Са Анаксандром је имао сина Агиса I који је наследио престо.

## Друге личности
Према Хигину, Еуристен је био муж Данаиде Монусте.